# Bosque nacional Umatilla
El bosque nacional Umatilla es un bosque nacional de los Estados Unidos localizado en las montañas Blue del noreste de Oregón y del sureste de Washington, tiene una superficie de 5700 km². Más de tres cuartas partes del bosque se encuentran en el estado de Oregón. La sede principal del bosque se encuentra en Pendleton, Oregón. Hay varios locales donde se encuentran las oficinas del distrito de guardaparques en Heppner y Ukiah en Oregón, y en Pomeroy y Walla Walla, en Washington.

## Fauna
La vida silvestre común en el bosque nacional Umatilla incluye alces de Shira, cabra montés, venado bura, venado cola blanca, lobo gris, puma, coyote, tejón, pavos, salmón, salmón plateado, trucha arco iris, y trucha de arroyo, entre otros.